# やまがた発!旅の見聞録
『やまがた発!旅の見聞録』（やまがたはつ たびのけんぶんろく）は、山形放送とテレビ埼玉の共同制作番組で、山形新幹線が開業した1992年7月から2021年3月までに放送されていた旅番組である。通称：「たびけん」。

## 概要
四季折々違った雰囲気を醸し出している山形県の観光スポットや山形県の歴史などをタレントが紹介する。山形県産の食材を紹介する「おいしい山形」というコーナーがあり、この部分のみ同名のウェブサイトで動画配信されている。また、山形県観光情報ポータルサイト・やまがたへの旅にはこの番組の紹介ページがあるが、同サイトも「最新オンエア情報」および「バックナンバー」で番組の動画を配信している。
2005年12月に山形放送とテレビ埼玉が地上デジタル放送を開始したのに伴い、ハイビジョン方式による放送へと移行した。
2021年3月（山形放送では3月20日、テレビ埼玉では3月21日）を以って、およそ29年間の放送に幕を閉じた。なお、2021年4月からも、制作局である山形放送とテレビ埼玉では、再放送を当面継続する。

## 番組歴代リポーター
- 1992 - 1994年度：佐貫洋一（テレビ埼玉）・姫野美恵
- 1995 - 1999年度：小林綾子・高橋真美（詳細な担当時期は不明のため、一括して記述）
- 2000年度：中原果南
- 2001 - 2002年度：山辺有紀
- 2003 - 2004年度：小林綾子・泉沙池（不定期で交代して担当）
- 2005年度：渡辺梓
- 2006 - 2007年度：ダニエル・カール・山田夕美子
- 2008年度：木之元亮・山田夕美子
- 2009 - 2010年度：山口良一・松下香織（ナレーション、山形放送）
- 2011年度：あべこうじ・松下香織（ナレーション）
- 2012年度：エド・はるみ・松下香織（ナレーション）
- 2013 - 2014年度：加藤紀子・山本浩一（ナレーション、山形放送）
- 2015 - 2016年度：佐藤弘道
- 2017 - 2018年度：野々村真
- 2019 - 2020年度：野々村真・篠山輝信

※野々村が担当してからは番組タイトルに「美食・美酒とおもてなし」が付くようになった。

## ネット局
下記は番組終了時点でのネット局。
| 放送対象地域 | 放送局                              | 系列           | 放送曜日・放送時間                              | 備考                                                                        |
| ------------ | ----------------------------------- | -------------- | ----------------------------------------------- | --------------------------------------------------------------------------- |
| 埼玉県       | テレビ埼玉（TVS/テレ玉） 共同制作局 | 独立局         | 日曜 10:30 - 10:45 金曜 14:00 - 14:15（再放送） |                                                                             |
| 山形県       | 山形放送（YBC） 共同制作局          | 日本テレビ系列 | 土曜 9:25 - 9:40                                |                                                                             |
| 千葉県       | 千葉テレビ放送（CTC/チバテレ）      | 独立局         | 日曜 11:15 - 11:30                              | 毎年7月の高校野球千葉県予選期間中は、日曜または土曜の早朝帯に繰り上げて放送 |

## 備考
- 番組は毎年、年度初めの4月第3週から放送されている。
- 初期には山形放送でのネットは無かった。
- かつては三重テレビとサンテレビでも放送されていた。そのため、一時期は「山形への交通案内」として、「大阪・名古屋からは飛行機が便利です」と当該地区に配慮したアナウンスを入れていた。
- 東日本放送（月1回のみ）とテレビ神奈川でも放送されていたが、2020年3月で打ち切られている。
- かつては制作・著作のクレジットが「テレビ埼玉・山形放送」となっていたが、現在では「テレ玉・山形放送・東北映音」（東北映音は山形新聞・山形放送のグループ会社）になっている。山形放送はノンクレジット扱いだった時期がある。また、プレゼント応募のはがき送り先も山形放送からテレビ埼玉に変わった。
- JR東日本が番組制作に協力している。
- 2008年度のエンディングにはザ・タイマーズの「デイ・ドリーム・ビリーバー」が使われている。
- ごくまれに山形県外の地域から放送することがある（過去に宮城県・福島県・東京都から放送した例あり）。ただし当然のことながら、山形に関連することがあっての紹介である。